# 川又昂
川又 昻（かわまた たかし　1926年7月3日 - 2019年10月5日）は、日本の撮影監督。日本映画撮影監督協会（J.S.C.）元・副理事長・名誉会員。
昂と正字体で表記されることもあるが、戸籍上の名は略字体の昻である。尚、昴（すばる）の表記は明らかな間違いである。

## 経歴
東京府東京市下谷区出生。茨城県水戸市出身。茨城県立水戸中学校（現在の茨城県立水戸第一高等学校）、日本映画学校卒業。1945年松竹に入社。
松竹大船撮影所で小津安二郎作品の撮影助手を経て、33歳で撮影監督に抜擢される。
以降、同世代の大島渚、野村芳太郎監督らのコンビで98本に及ぶ作品で撮影監督を務める。新人の頃、スター女優・原節子に付けられたあだ名は「訛りの坊や」。
代表作には、『青春残酷物語』『拝啓天皇陛下様 』『砂の器』『八つ墓村』『震える舌』『疑惑』。日本アカデミー賞最優秀撮影賞を受賞した『事件』『鬼畜』『黒い雨』など多数。
1991年、紫綬褒章受章。
2010年に公開された大島渚監督の半生を描いたドキュメンタリー映画『THE OSHIMA GANG』では出演をしている。
神奈川県藤沢市鵠沼に居住していた。
2019年10月5日、多臓器不全のため藤沢市内の病院で死去。93歳没。

## 撮影作品
※太字は日本アカデミー賞撮影賞受賞作。★印は大島渚監督作品。☆印は野村芳太郎監督作品。

### 1940～50年代
- 長屋紳士録 （1947年）
- 風の中の牝雞 （1948年）
- 晩春 （1949年）
- 麦秋 （1951年）
- お茶漬の味 （1952年）
- 東京物語 （1953年）
- 早春 （1956年）
- 東京暮色 （1957年）
- 彼岸花 （1958年）

ここまで撮影助手時代（全て小津安二郎監督作品）
- 明日の太陽 （1959年）★
- どんと行こうぜ （1959年）☆

### 1960年代
- 銀座のお兄ちゃん挑戦す （1960年）☆
- 彼女だけが知っている （1960年）
- 黄色いさくらんぼ （1960年）☆
- 死者との結婚 （1960年）
- 青春残酷物語 （1960年）★
- 太陽の墓場 （1960年）★
- 最後の切札 （1960年）☆
- 日本の夜と霧 （1960年）★
- ゼロの焦点 （1961年）☆
- 図々しい奴 （1961年）
- 恋の画集 （1961年）☆
- 背徳のメス （1961年）☆
- 春の山脈 （1962年）☆
- からみ合い （1962年）
- 左ききの狙撃者 東京湾 （1962年）☆
- あの橋の畔で 第1部 （1962年）☆
- あの橋の畔で 第2部 （1962年）☆
- 裸体 （1962年）
- あの橋の畔で 第3部 （1963年）☆
- 拝啓天皇陛下様 （1963年）☆
- あの橋の畔で 完結篇 （1963年）☆
- 続・拝啓天皇陛下様 （1964年）☆
- 拝啓総理大臣様 （1964年）☆
- 五瓣の椿 （1964年）☆
- ウナ・セラ・ディ東京 （1965年）
- 素敵な今晩わ （1965年）☆
- ユンボギの日記 （1965年）★
- 望郷と掟 （1966年）☆
- 炎と掟 （1966年）
- 暖流 （1966年）☆
- おはなはん （1966年）☆ - テレビドラマの映画化版
- 命果てる日まで （1966年）☆
- あゝ君が愛 （1967年）☆
- 春日和 （1967年）
- 女の一生 （1967年）☆
- 男なら振りむくな （1967年）☆
- 夜明けの二人 （1968年）☆
- こわしや甚六 （1968年）
- 白昼堂々 （1968年）☆
- コント55号と水前寺清子の神様の恋人 （1968年）☆
- 黒薔薇の館 （1969年）
- でっかいでっかい野郎 （1969年）☆
- ひばり・橋の 花と喧嘩 （1969年）☆
- ワン．ツー．パンチ 三百六十五歩のマーチ （1969年）☆
- チンチン55号ぶっ飛ばせ!出発進行 （1969年）☆

### 1970年代
- 影の車 （1970年）☆
- こちら55号 応答せよ!危機百発 （1970年）☆
- なにがなんでも為五郎 （1970年）☆
- コント55号と水前寺清子の大勝負 （1970年）☆
- 花も実もある為五郎 （1971年）☆
- コント55号とミーコの絶体絶命 （1971年）☆
- 初笑いびっくり武士道 （1972年）☆
- 辻が花 （1972年）
- 同棲時代-今日子と次郎- （1973年）
- 喜劇 男の泣きどころ （1973年）
- 新・同棲時代-愛のくらし- （1973年）
- しなの川 （1973年）☆
- ダメおやじ （1973年）☆
- しあわせの一番星 （1974年）
- 東京ド真ン中 （1974年）☆
- 砂の器 （1974年）☆
- 想い出のかたすみに （1975年）
- 昭和枯れすすき （1975年）☆
- 友情 （1975年）
- 錆びた炎 （1977年）
- 八つ墓村 （1977年）☆
- 夜が崩れた （1978年）
- 事件 （1978年）☆
- 鬼畜 （1978年）☆
- 俺は上野のプレスリー（1978年）
- 配達されない三通の手紙 （1979年）☆

### 1980年以降
- わるいやつら （1980年）☆
- 震える舌 （1980年）☆
- 真夜中の招待状 （1981年）☆
- 道頓堀川 （1982年）
- 疑惑 （1982年）☆
- 迷走地図 （1983年）☆
- ねずみ小僧怪盗伝 （1984年）☆
- 危険な女たち （1985年）☆
- 黒い雨 （1989年）
- 開港風雲録 YOUNG JAPAN （1989年）
- 復活の朝 （1992年）☆
- 小津と語る Talking With OZU （1993年） - ドキュメンタリー

## 受賞歴
- 1960年 第4回三浦賞：『太陽の墓場』
- 1978年 第33回毎日映画コンクール：撮影賞『事件』『鬼畜』
- 1979年 第2回日本アカデミー賞：最優秀技術賞（撮影）『事件』『鬼畜』
- 1990年 第13回日本アカデミー賞：最優秀撮影賞『黒い雨』
- 1991年紫綬褒章
- 1996年旭日小綬章